# تيرينس ويلكينز
تيرينس ويلكينز (بالإنجليزية: Terrence Wilkins)‏ هو لاعب كرة قدم أمريكية ولاعب كرة قدم كندية أمريكي، ولد في 29 يوليو 1975 في واشنطن العاصمة في الولايات المتحدة.

## وصلات خارجية
- تيرينس ويلكينز على موقع مرجع كرة القدم المحترفة.كوم (الإنجليزية)